# Tony Abbott
Anthony John (roepnaam: Tony) Abbott (Londen, 4 november 1957) is een Australisch politicus namens de centrumrechtse Liberal Party of Australia. Hij was van 18 september 2013 tot en met 14 september 2015 de 28e minister-president van Australië. Eerder was hij oppositieleider en minister van Sociale Zaken, minister van Werkgelegenheid en Werkrelaties en minister van Gezondheid en Ouderdom tussen 1998 en 2007 onder premier John Howard.
Na de verkiezingsnederlaag voor premier John Howard bij de parlementsverkiezingen van 2007 werd Abbott minister in een schaduwkabinet onder leiding van Malcolm Turnbull, totdat hij aftrad in protest tegen het beleid van de Liberal Party. Bij de verkiezingen voor een nieuwe leider van de oppositie werd Abbott met 42 stemmen boven Turnbull (met 41 stemmen) gekozen. Als zodanig leidde hij de parlementsverkiezingen van 2010 namens de Coalition (Liberal Party en National Party). Op 7 september 2013 won Abbott de verkiezingen.
Aan zijn ambtstermijn als minister-president kwam een einde na een interne stemming binnen de Liberal Party of Australia. De stemming werd aangevraagd door Malcolm Turnbull, wegens gebrek aan vertrouwen.

## Jeugdjaren en familie
Abbott werd geboren in Londen (Engeland) als zoon van Australische ouders. Een van zijn grootvaders was van Nederlandse afkomst en was in 1912 met zijn moeder geëmigreerd uit Nederland. In 1960 keerde het gezin terug naar Australië, waar eerst in Sydney gewoond werd en daarna in Chatswood. Abbott ging naar het St. Aloysius' College voordat hij de middelbare school afrondde op het St Ignatius' College, Riverview in Sydney. Hij slaagde met een Bachelor of Economics en Bachelor of Laws aan de Universiteit van Sydney. Daarna ging hij naar The Queen's College in Oxford en studeerde af met een Master of Arts en in Politics and Philosophy.
Toen Abbott 19 was, werd zijn vriendin zwanger en Abbott ging ervan uit dat hij de biologische vader was. Het stel trouwde niet en liet het kind adopteren. 27 jaar lang geloofde Abbott dat hij de vader van het kind was, maar in 2004 ging het kind op zoek naar zijn biologische moeder en werd het publiekelijk bekend dat het kind werkte bij de Australian Broadcasting Corporation (ABC) en meewerkte aan televisieprogramma's waarin Abbott verscheen. Een DNA-test wees later echter uit dat Abbott niet de vader van het kind was.
In 1983 begon Abbott een opleiding tot priester. Vervolgens besloot hij toch om een ander carrièrepad te kiezen. Door deze tijd in het seminarie werd Abbott door critici ook wel "The Mad Monk" genoemd.
Tijdens zijn studie en zijn tijd in het seminarie schreef Abbott artikelen voor kranten en tijdschriften, eerst voor the Sydney University Newspaper, later the Catholic Weekly en landelijke publicaties zoals The Bulletin. Hij werd tevens journalist voor The Australian Newspaper.
In 1987 ontmoette Abbott zijn huidige vrouw Margaret, met wie hij drie dochters heeft.
- Gemeinsame Normdatei: 130825867
- International Standard Name Identifier: 0000 0001 1466 4201
- Library of Congress Control Number: n96014338
- Nationale bibliotheek van Australië: 35376901
- Nationale Bibliotheek van Polen: a0000003001582
- Système universitaire de documentation: 130989169
- Trove: 509388
- Virtual International Authority File: 4191840
- WorldCat: E39PBJwCYRGM9g637Vr7HK8XBP